# NGC 140
NGC 140 ist eine Spiralgalaxie vom Hubble-Typ Scd mit ausgedehnten Sternentstehungsgebieten im Sternbild Andromeda am Nordsternhimmel. Sie ist schätzungsweise 295 Millionen Lichtjahre von der Milchstraße entfernt und hat einen Durchmesser von etwa 140.000 Lichtjahren. Vom Sonnensystem aus entfernt sich die Galaxie mit einer errechneten Radialgeschwindigkeit von näherungsweise 6.400 Kilometern pro Sekunde.
Im selben Himmelsareal befinden sich unter anderem die Galaxien PGC 1782, PGC 1982, PGC 1917754, PGC 1920792.
Das Objekt wurde am 8. Oktober 1866 von dem US-amerikanischen Astronomen Truman Henry Safford entdeckt.